# Prvenstvo Hrvatske u hokeju na travi 1996./97.
Prvenstvo Hrvatske u hokeju na travi na 1996./97. je osvojio Marathon iz Zagreba. 

## Ljestvice i rezultati

### 1.liga - Jesenski dio
| mj | klub                       | ut | pob | neod | por | golovi | bod |
| -- | -------------------------- | -- | --- | ---- | --- | ------ | --- |
| 1. | Mladost Zagreb             | 10 | 10  | 0    | 0   | 101:6  | 20  |
| 2. | Marathon Zagreb            | 10 | 9   | 0    | 1   | 98:6   | 18  |
| 3. | Zelina (Sveti Ivan Zelina) | 10 | 7   | 1    | 2   | 43:22  | 15  |
| 4. | Jedinstvo Zagreb           | 10 | 7   | 0    | 3   | 68:25  | 14  |
| 5. | Concordia Zagreb           | 10 | 6   | 0    | 4   | 58:32  | 12  |
| 6. | Trešnjevka Zagreb          | 10 | 5   | 0    | 5   | 35:36  | 10  |

### Konačna ljestvica
| mj | klub                       | ut | pob | neod | por | golovi | bod |
| -- | -------------------------- | -- | --- | ---- | --- | ------ | --- |
| 1. | Marathon Zagreb            | 15 | 13  | 1    | 1   | 87:12  | 27  |
| 2. | Mladost Zagreb             | 15 | 12  | 1    | 2   | 81:24  | 25  |
| 3. | Jedinstvo Zagreb           | 15 | 7   | 1    | 7   | 46:41  | 15  |
| 4. | Zelina (Sveti Ivan Zelina) | 15 | 6   | 0    | 9   | 22:59  | 11  |
| 5. | Concordia Zagreb           | 15 | 5   | 1    | 9   | 22:59  | 11  |
| 6. | Trešnjevka Zagreb          | 15 | 0   | 0    | 15  | 10:82  | 0   |